# Esplendor Geométrico
Gli Esplendor Geométrico sono un gruppo di musica post-industriale spagnolo. La band iniziò la sua attività all'inizio degli anni '80 come progetto alternativo del gruppo electronic rock El Aviador Dro Y Sus Obreros Especializados. Il Nome Esplendor Geométrico era una citazione del libro di Filippo Tommaso Marinetti dal titolo Lo splendore geometrico e meccanico e la sensibilità numerica.

## Storia del gruppo
Gli Esplendor Geométrico nascono nel 1980, come progetto alternativo da alcuni dei membri del gruppo Rock elettronico El Aviador Dro Y Sus Obreros Especializados e più specificatamente da Arturo Lanz, Gabriel Riaza e Juan Carlos Sastre.
Nel 1981 incidono il loro primo singolo "Necrosis en la Poya" per la Tic Tac Label, seguito dall'album del 1982 El Acero del Partido, e ristampato solo sei mesi dopo con il titolo definitivo Héroe del Trabajo / El Acero del Partido.
Nel 1982 la band fonda la propria etichetta discografica, la Esplendor Geométrico Discos su cui realizzano il loro secondo lavoro dal titolo Comisario de la Luz / Blanco de Fuerza
Ma fu nei due album Kosmos Kino del 1987 e Mekano Turbo del 1988, che gli Esplendor Geométrico sviluppano il loro stile, con una musica Industriale dominata da dure ritmiche.
Nel 1991 esce Sheikh Aljama, disco che presenta influenze della musica araba e nel 1996  Balearic Rhythms, album le cui sonorità vengono ammorbidite rispetto ai precedenti. Da qui in avanti il gruppo divenne un duo formato da Arturo Lanz e Saverio Evangelista.
Attualmente Lanz vive a Pechino ed Evangelista a Roma, ma il gruppo è ancora oggi attivo.

## Discografia
- Necrosis en la poya 7" (1981)

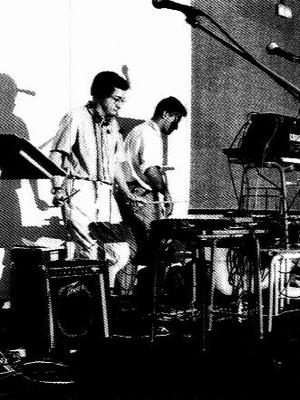
EG en Tolosa 1987.

- EG-1 cassette (1981, reissued on CD in 2000)
- El acero del partido/Héroe del trabajo LP (1982, reissued on CD in 2000)
- Comisario de la luz/Blanco de fuerza LP (1985)
- 1980-1981 cassette (1986)
- En Roma cassette (1986)
- En directo: Madrid y Tolosa cassette (1987)
- Kosmos kino LP (1987, reissued on CD in 1996)
- Mekano-turbo LP (1988, reissued on CD in 1994)
- Madrid mayo '89 cassette (1989)
- Live in Utrecht LP (1990, reissued on CD in 1999)
- Diez años de esplendor 2 x cassette (1990)
- Sheikh Aljama (jeque de aljama) CD (1991)
- 1980-1982 2 x cassette (1993)
- Arispejal astisaró (powerful metal) CD (1993)
- Veritatis splendor CD (1994)
- 1983-1987 CD (1994)
- Nador CD (1995)
- Tokyo sin fin CD (1996)
- Treinta kilómetros de radio CD-EP (1996)
- Balearic rhythms CD (1996)
- 80s tracks CD (1996)
- Tarikat 2 x CD (1997)
- Polyglophone CD (1997)
- Syncrotrón mini-LP (1998)
- EN-CO-D-Esplendor (remixes) CD (1998)
- Compuesto de hierro CD (2002)
- Moscú está helado (remixes) CD (2004)
- Anthology 1981-2003 2 x CD (2005)
- 8 traks & live CD / DVD (2007)
- Pulsión CD (2009)
- Desarrollos geométricos CD (2011)